# Уриал
Уриалът (Ovis orientalis), наричан още степен овен, е дива овца от семейство Кози. Вписан е в Червения списък на IUCN като уязвим вид.

## Разпространение и местообитание
Уриалът е разпространен в планините Памир, Хималаите и Хиндукуш. Включително североизточен Иран, Афганистан, Туркменистан, Таджикистан, Узбекистан, югозападен Казахстан до северен Пакистан и Ладакх в северозападна Индия. Предпочита пасища, открити гори и леки склонове, но също така обитава студени сухи зони с малко растителност.